# Vossenjacht (spel)
Vossenjacht is een buitenspel. Doel van het spel is om op een bepaald terrein "vossen" (verklede begeleiders) te vinden en van hen een stempel of ander teken te bemachtigen. Wie uiteindelijk de meeste vossen heeft gevonden is de winnaar. Een variant die door radioamateurs wordt bedreven staat beschreven in het artikel Vossenjacht (radio).
De eenvoudigste variant is wanneer de "vossen" zich binnen een thema vermomd hebben. Groepjes kinderen lopen rond door het dorp of over de camping op zoek naar de vossen. Voor kinderen is het vaak spannend omdat ze soms twijfelen of een persoon die ze tegenkomen wel echt een vos is, of iemand die niets met het spel te maken heeft, maar er gewoon een beetje "gek" uitziet.

## Variant
Wetten en regels
De vossen zijn hierbij niet of minder duidelijk vermomd, maar verraden zich door hun gedrag.
Voor aanvang van het spel worden de wetten bekendgemaakt, waar een ieder die zich op het terrein bevindt zich aan moet houden. Voorbeelden zijn:
- Het is ten strengste verboden tegen bomen aan te zitten, straf: 10 pegels
- Binnen gehoorsafstand mag er niet gescholden worden, straf: 50 pegels
- Zonnebrillen worden niet getolereerd, straf: 80 pegels
- Op hardlopen staat een straf van 20 pegels
- enz.

(waarbij "pegels" vervangen wordt door het gewenste nepgeld)
Elke vos heeft een flinke stapel nep-bankbiljetten bij zich, aangezien hij zal proberen zo veel mogelijk regels te overtreden. (Waarbij schelden natuurlijk wel op een bijzondere manier gaat, dat wil zeggen: geen echte scheld- en vloekpartijen maar zelf verzonnen scheldwoorden, die niet kwetsen.)
De groepjes kinderen zijn als hulppolitie (o.i.d.) ingeschakeld om lieden te betrappen die zich niet aan de wetten houden. Voor hen geldt dat ze geen geweld mogen gebruiken.
Aan het eind is die groep winnaar die het meest heeft bekeurd.